# Encellulement
Encellulement est un concept de l'histoire sociale qui désigne globalement, dans l'Europe médiévale, le regroupement et « la prise en mains des hommes » à la campagne, consistant à les fixer autour du château (encellulement castral), de l'église, du cimetière et de la paroisse (encellulement ecclésiastique), pôles et « cellules » de regroupement, de contrôle et de domination des hommes.

## Définition de l'encellulement
Ce concept a été formulé par Robert Fossier dans son ouvrage, Enfance de l'Europe, publié en 1982) et fait suite à l'incastellamento (ou enchâtellement) prôné par Pierre Toubert depuis les années 1970 en élargissant le regroupement villageois au-delà du château et des zones montagneuses. En clair, selon Fossier, le pouvoir seigneurial aurait autour de l'An mil, réorganisé les terroirs villageois (autrefois non structurés et non regroupés) en fixant les structures de base (château, église, cimetière, parcellaire, maillage paroissial), les mauvaises coutumes (malos consuetudines) ainsi qu'une véritable « conscience » villageoise. Vers 1150, ce phénomène de regroupement est achevé à peu près partout.

## Discussion sur la naissance de l'encellulement
Cependant, si l'achèvement au cours du XIIe siècle est reconnu par la plupart des spécialistes, la naissance de l'encellulement autour de l'an mil pose problème. En effet, Fossier y voit une naissance « brutale » autour de l'an mil (entre 950 et 1050) faisant suite au repliement des villageois auprès de guerriers après l'arrêt des raids vikings et à une sensible hausse démographique durant cette même période.
Dominique Barthélemy, comme d'autres historiens tels que Daniel Pichot, précise cette vision de la « mutation de l'an mil » en proposant une mutation plus lente dans le temps. Selon lui, en s'appuyant en partie sur l'archéologie, il avance que l'encellulement serait né en plein milieu de l'époque carolingienne dès le IXe siècle et aurait progressivement regroupé les hommes dans des proto-villages jusqu'au XIIe siècle environ. Le tournant 1100 marquerait la fin d'un premier encellulement de regroupement local, faisant place à un autre encellulement de regroupement plus global (Église et royauté).
Jusqu'à la guerre de Cent Ans, le processus d'encellulement est très relatif car « l'osmose véritable, concrète et uniforme entre le pôle castral et le pôle paroissial ne peut être réalisée à cause de la trop importante défiance qui existe entre clercs ou paysans d'une part, membres de l'aristocratie d'autre part. Le paysan préfère la protection de ses saints (l'église) et de ses morts (le cimetière) plutôt que l'ombre de sa tour seigneuriale. Celle-ci ne peut regrouper que quelques maisons sans jamais constituer un véritable regroupement permanent… Les basses-cours existent et semblent bien prévues comme des espaces d'accueil pour les membres de la communauté rurale, peut-être même dès l'origine… Toutefois, lorsque les textes sont disponibles, ils insistent bien sur le caractère temporaire de cet accueil, en temps de guerre seulement. Cela suppose alors un enchâtellement très incomplètement réalisé, puisque, face à l'urgence de la mise en défense, les membres de la communauté rurale ne se trouvent toujours pas à proximité immédiate du château, liés à lui. Si l'encellulement est relatif, les raisons en sont multiples. Le seigneur ne cesse de tenter de s'insérer dans le maillage paroissial et d'en contrôler les pôles de peuplement. Face au clocher de l'église paroissiale, se dresse alors la tour seigneuriale ».